# Sofía Carlota de Hesse-Kassel
Sofía Carlota de Hesse-Kassel (Kassel, 16 de julio de 1678-Bützow, 30 de mayo de 1749) era princesa de Hesse-Kassel por nacimiento y, por matrimonio, duquesa de Mecklemburgo-Schwerin.

## Biografía
Sofía Carlota era hija del landgrave Carlos I de Hesse-Kassel (1654-1730), de su matrimonio con María Amalia (1653-1711), hija del duque Jacobo Kettler de Curlandia y Semigalia.
Se casó el 2 de enero de 1704 en Kassel con el duque Federico Guillermo I de Mecklemburgo-Schwerin (1675-1713). No tuvieron hijos. Federico Guillermo probablemente sufría de una enfermedad de transmisión sexual.
Tras la muerte del duque, Sofía Carlota vivió en el castillo de Bützow. Ella era seguidora del calvinismo, y en el Ducado de Mecklemburgo, que era mayormente luterano, ella protegió a la comunidad hugonote y fundó en Bützow una iglesia reformada, compuesta de creyentes alemanes.